# Terna
Terna - Rete Elettrica Nazionale S.p.A. est une entreprise italienne de transport d'électricité.

## Histoire
Terna est issue en 1999 de la scission des activités de transports d'électricité d'Enel.
En 2004, Terna fait l'objet d'une introduction en bourse, après quoi Enel possède 50 % du capital de Terna, jusqu'en avril 2015, où il vend une participation de 13,65 %. À la suite de cela en septembre 2005, Enel vend le reste de sa participation qui est alors 30 % à la Cassa depositi e prestiti.